# Corona real de España

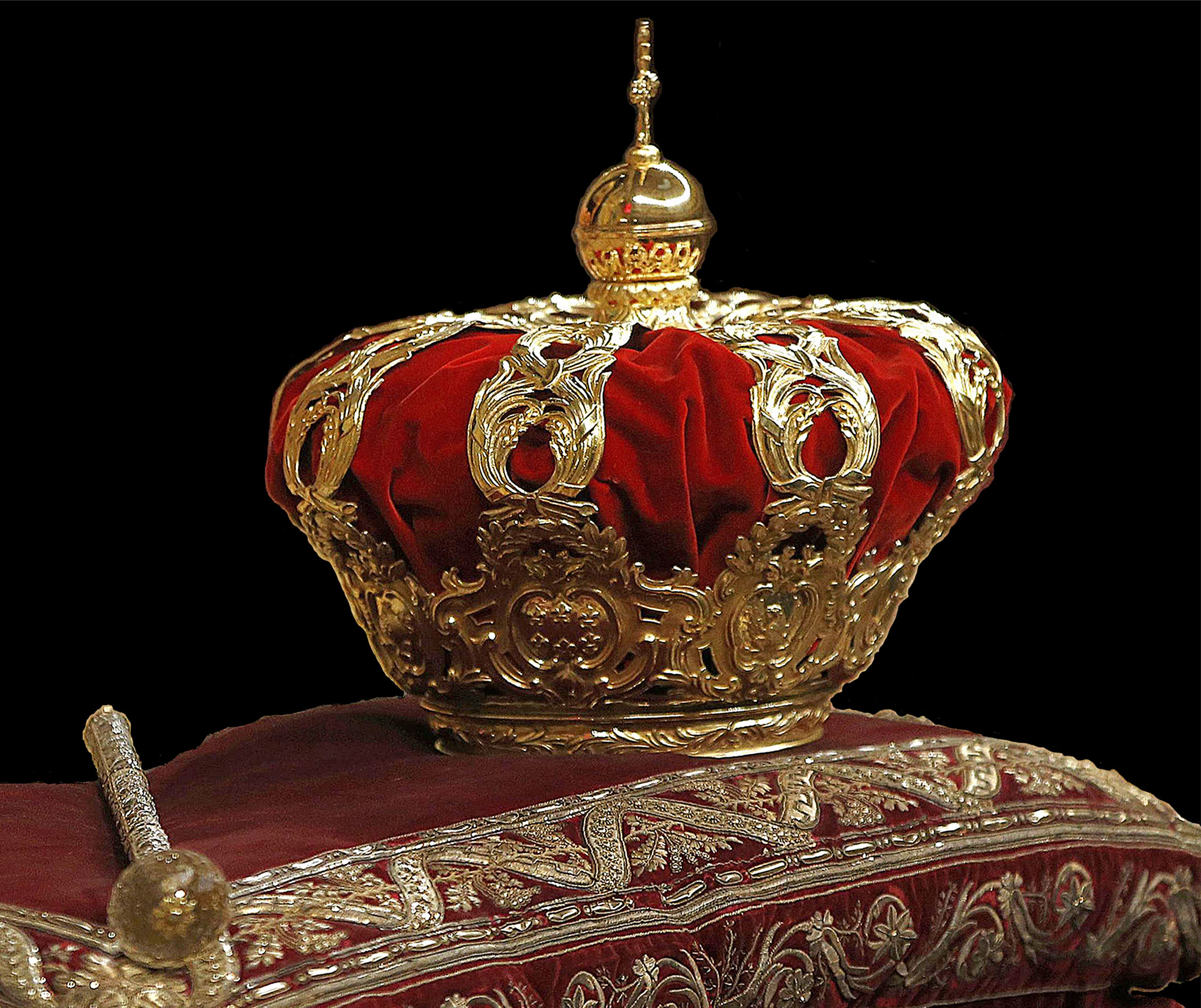
Corona tumular de los reyes de España con el cetro

Representación heráldica oficial de la corona real

La corona real de España es un objeto heráldico que ocupa la función de corona real en la bandera de España, el escudo de España y en otros símbolos nacionales de España y de la monarquía española. Está definida en tres normas legales, de 1981 y 1982, pero no tiene existencia real como objeto físico.
La corona que preside las ceremonias de proclamación de los reyes de España (ya que en España no hay ceremonia de coronación) no se denomina como corona de España o corona española (término institucional con diversos usos, pero habitualmente referidos al Reino de España o al rey de España), es conocida como corona tumular de los reyes de España.
La corona real cerrada (es decir con diademas o imperiales que surgen de los florones y convergen en un orbe central sobreelevado), aparece en España en la época de Felipe II en sustitución del modelo medieval abierto usado hasta la época de los Reyes Católicos, y lo hace por influencia de la corona imperial del escudo de su padre, el emperador Carlos V, si bien se opta por modificar la disposición de las diademas para no ser confundida con la propia del Sacro Imperio Romano Germánico. Pronto fue identificada heráldicamente como la propia del Reino de España unificado, y la misma ha timbrado las armas reales de todos los monarcas españoles, con leves variaciones, desde Felipe II hasta la actualidad, con Felipe VI, tanto con la dinastía de los Austrias como con la de los Borbones, e incluso durante los breves reinados de José I Bonaparte y Amadeo I de Saboya.
Su descripción heráldica es la siguiente: un cerco de oro, engastado de pedrería en su color, realzado de ocho florones de hojas de acanto, visibles cinco, interpolados de sendas puntas rematadas por perlas, y de cuyas hojas surge igual número de diademas guarnecidas asimismo de perlas, que convergen y son cimadas por un orbe de azur, con el semimeridiano y el ecuador en el antedicho metal, sumado de cruz llana de lo mismo, el interior forrado de carmesí.
A veces es incorrectamente denominada corona de Alfonso XII, puesto que en la Restauración de 1874 se volvió a hacer uso de ella, sustituyendo a la corona mural que se había utilizado durante el paréntesis del Sexenio Revolucionario (1868-1874, especialmente durante la Primera República Española), excepto durante el breve reinado de Amadeo de Saboya, en que se reintegró la corona real cerrada; si bien, como ya se ha mencionado, realmente el modelo era muy anterior a dicho monarca. También se dejó de usar posteriormente durante la Segunda República Española (desde 1931), al volver a timbrarse el escudo nacional con la corona mural. En el bando sublevado de la Guerra civil española (1936-1939), durante el régimen de Franco (hasta 1975), y en los primeros años del reinado de Juan Carlos I (1975-1981) se utilizó una corona real abierta en el escudo nacional (aunque no en las armas personales del monarca) a imitación del escudo de los Reyes Católicos que incorporaba el águila de San Juan.

## Corona imperial
En el escudo de España se pueden ver dos columnas, que representan las Columnas de Hércules de la mitología clásica. Sobre ellas hay dos coronas, la izquierda es la corona imperial, en alusión al Imperio español forjado desde el siglo XVI, y la de la derecha es la corona real cerrada, que hace referencia a la Casa Real y es su símbolo.

## Corona tumular
La Corona Española, usada para la solemne apertura de las Cortes Generales, hasta el reinado de Alfonso XIII, y posteriormente para la proclamación de los reyes Juan Carlos I y Felipe VI posiblemente fue realizada para los funerales de la reina Isabel de Farnesio. La corona es una pieza de plata sobredorada del siglo XVIII que luce ocho florones decorados con motivos heráldicos que representan los reinos de la monarquía hispánica, sus medidas son 390 mm de alto, un diámetro máximo de 400 mm y un aro de 185 mm de diámetro que se ceñiría a la cabeza de realizarse esta función. Su peso es menor de un kilogramo. La corona fue fabricada en 1775 por el platero real Fernando Velasco por orden del rey Carlos III y puede tasarse, al margen de su valor histórico, en no más de 1.200 euros. Esta corona solo sirve para ser mostrada en un cojín durante las proclamaciones y los funerales de los reyes.
Es importante señalar que carece de elementos que la corona heráldica sí tiene, como las perlas o la pedrería. La corona tumular heráldica no existe, es un objeto simbólico establecido legalmente en 1981 y 1982 sobre los escudos de armas de España. De igual forma, tradicionalmente, los reyes de España no han lucido una corona habitualmente como objeto físico desde tiempos de los Reyes Católicos, con excepciones como las coronas con las que se mostraba la reina Isabel II en algunos retratos y fotografías o las diademas que han lucido las actuales consortes o infantas. De Carlos V en adelante las representaciones de los monarcas de España suelen ser sin corona o con ésta situada en un cojín o soporte en una parte del retrato.
La coronita de topacios y diamantes de Brasil de la reina Isabel II fue regalada por la soberana a la Virgen de Atocha tras salir ilesa de un atentado. Hoy se conoce como Corona del Niño de la Virgen de Atocha y fue realizada por el diamantista de la reina, Narciso Soria, en 1852.
Con motivo de la proclamación de Felipe VI como rey de España el 19 de junio de 2014, por primera vez en su historia la corona real y el cetro se encuentran en exposición permanente al público en la así llamada Sala de la Corona del Palacio Real de Madrid. 

## Galería de imágenes
|                                       |
| Isabel II luciendo una pequeña corona |

|                                                           |
| Isabel II luciendo una corona de plata frente a la Corona |

|                                               |
| Jaime I de Aragón luciendo una corona abierta |

|                                                  |
| Fernando I de Aragón luciendo una corona abierta |

|                                                 |
| Fernando III de Castilla con una corona abierta |

|                             |
| Corona Tumular con el Cetro |